# Castell i muralla de Castellar
El castell i muralla de Castellar és un castell de Castellar de la Ribera (Solsonès) declarat bé cultural d'interès nacional.

## Descripció
Restes de murs, basaments, al petit nucli de Castellar, prop Sant Pere de Castellar. Torre de guaita de forma cilíndrica. Sembla que l'antiga torre està revestida pel que resta de l'actual. El coneixement gràfic d'aquest castell el tenim gràcies a un dibuix de Langlois publicat a " La Veu del Diumenge" suplement de la " Veu de Catalunya", el 12 d'agost de 1934, ja que actualment és difícil detectar-ne l'estructura.

## Història

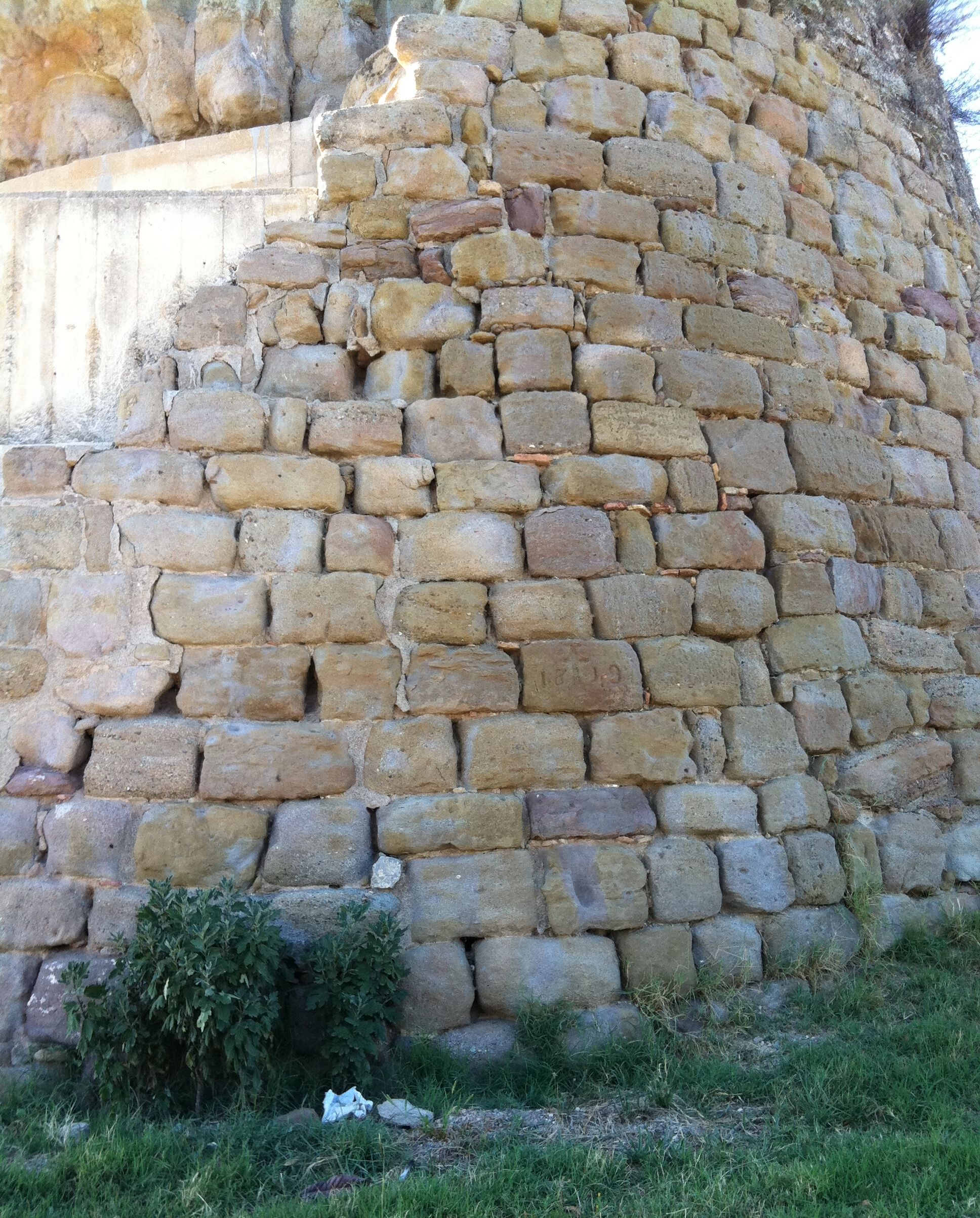
Detall d'un mur

Castell termenat. Documentat el 1154. La torre de guaita es troba en un lloc alterós i estratègic i els seus castlans esdevingueren la família senyorial predominant d'aquesta contrada, primer sota els comtes d' Urgell i després sota els Cardona. Des del segle IX els comtes d' Urgell van repartir aquestes terres i la canònica de Solsona hi va obtenir algun mas, però la jurisdicció civil fou dels castlans i a la fi del segle xii i al segle xiii n' eren senyors els Galceran de Santa Fe, però la nissaga que perdurà més aquí va ser la dels Josa, i vers el segle xvi la dels Josa i Peguera.
El 1828 hi continuaven els descendents d'aquesta família.